# Мъртво море
Мъртво море (на иврит: יָם הַ‏‏מֶ‏ּ‏לַ‏ח; на арабски: ألبَحْر ألمَيّت) е езеро в Близкия изток, в което от север се влива река Йордан. Граничи с Израел, Палестина (Западния бряг на р. Йордан) и Йордания, между които страни се разделя неговата акватория.
Разположено е на 430 m под морското равнище (към 09.2015), което го прави най-дълбоката депресия в света, и спада с около 1 m за година. Има площ от около 1020 km2. Дълго е около 76 km и широко 18 km, като най-дълбоката точка е на 400 m. Западните и източните му брегове са стръмни, скалисти, а на север и юг са разположени малки крайбрежни равнини.
Мъртво море е един от най-солените водоеми на Земята – солеността му е около 300 – 310‰, но в някои години е до 350‰ (т.е. 350 g/kg; за сравнение солеността на Черно море е около 17‰, т.е. 17 g/kg). В състава на солите преобладават MgCl (52%), NaCl (30%), съдържа и значителни количества KCl и MgBr.
Езерото е разделено на 2 части – северна, която е и по-дълбока, и южна – по-плитка (едва 6 m) и по-бързо пресъхваща, в която се намират и големи стълбове сол, приличащи на айсберги.
Климатът е горещ и сух (годишна сума на валежите 50 – 100 mm). През лятото температурите достигат 50 °C и водите на р. Йордан и няколко по-малки потока се изпаряват бързо, оставяйки утайки от глина, пясък, каменна сол и гипс на дъното на езерото.
През по-влажните зими в Мъртво море се вливат ежедневно над 6,5 милиона тона вода. Установено е, че ако липсва изпарение, нивото ще се покачва с 3 m годишно. Тенденцията обаче е към спадане на морското ниво с 1 m годишно, предимно заради икономическа дейност – добиване на лечебна сол и отклоняване на водите на река Йордан, която се влива в морето.
През 2011 г. учени от университета на „Бен Гурион“ в Израел откриват най-различни организми. Условията им за живот се осигуряват от кратери с диаметър от около 15 m и дълбочина от 20 m, от които тече прясна вода по морското дъно. Дотогава са познати само микроорганизми.
- Изглед на изгрева от Масада
- Най-ниското ниво на морския бряг в Йордания
- „Жената на Лот“ в Планината Содом
- Камъчета по морския бряг